# Ernest Justus Schwartz
Ernest Justus Schwartz (1869 - 1939 ) fue un botánico, micólogo inglés. Fue profesor y a su vez exalumno de la Universidad de Cambridge.

## Algunas publicaciones

### Libros
- 1910. Parasitic root diseases of the Juncaceae. Ann. of Bot. 34 :513-533
- 1914. The Plasmodiophoraceae and their relationship to the Mycetozoa and the Chytrideae. Ann. Bot., Lond. 28. 14 pp.

## Honores
- Sociedad Linneana de Londres[3]
- La abreviatura «Schwartz» se emplea para indicar a Ernest Justus Schwartz como autoridad en la descripción y clasificación científica de los vegetales.[4]